# シティ・オブ・ブルー・マウンテンズ
シティ・オブ・ブルー・マウンテンズ（City of Blue Mountains）は、オーストラリア・ニューサウスウェールズ州の地方公共団体。

## 概要
シティ・オブ・ブルー・マウンテンズの市役所が設けられているカトゥーンバは、シドニー中心業務地区（CBD）の西110キロメートルに位置する。
市域の約70%を世界遺産グレーター・ブルー・マウンテンズ地域の構成国立公園であるブルー・マウンテンズ国立公園が占める。

## 地理

### 地域

#### 構成サバーブ

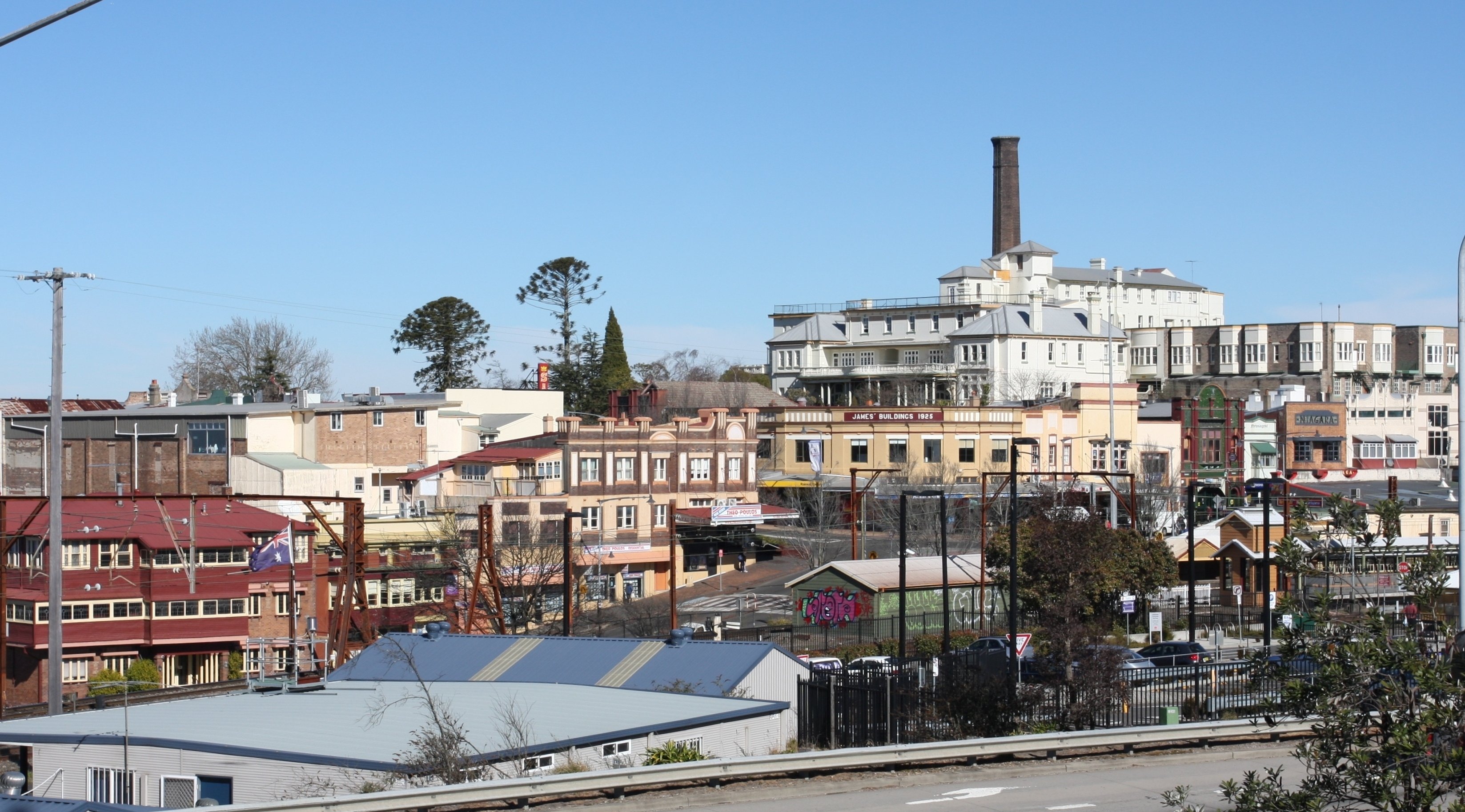
カトゥーンバのスカイライン

シティ・オブ・ブルーマウンテンズは、以下の町及び村（サバーブ）で構成されている。
- カトゥーンバ
- ベル（Bell）
- ブラックヒース（Blackheath）
- ブラックスランド（Blaxland）
- ブラブッラ（Bullaburra）
- フォールコンブッリジ（Faulconbridge）
- グレンブルック（Glenbrook）
- ヘーゼルブルック（Hazelbrook）
- ラプストーン（Lapstone）
- ローソン（Lawson）
- ルーラ（Leura）
- リンデン（Linden）
- メドロウ・バス（Medlow Bath）
- マウント・リヴァーヴュー（Mount Riverview）
- マウント・ヴィクトリア（Mount Victoria）
- スプリングウッド（Springwood）
- サン・ヴァレー（Sun Valley）
- ヴァレー・ハイツ（Valley Heights）
- ワリムー（Warrimoo）
- ウェントワース・フォールズ（Wentworth Falls）
- ウィンマリー（Winmalee）
- ウッドフォード（Woodford）
- イエロー・ロック（Yellow Rock）

以上が、シティ・オブ・ブルーマウンテンズの中心市街地を構成する。
- ベラミング（Berambing）
- マウント・アーヴァイン（Mount Irvine)
- マウント・トーマ（Mount Tomah）
- マウント・ウィルソン（Mount Wilson）

以上が、市の北部を横断するベルズ・ライン・オブ・ロード（ニューサウスウェールズ州道40号線）沿いの集落である。
- メガロング（Megalong）

以上が、ブラックヒースから分岐するメガロング・ロード沿いの集落である。

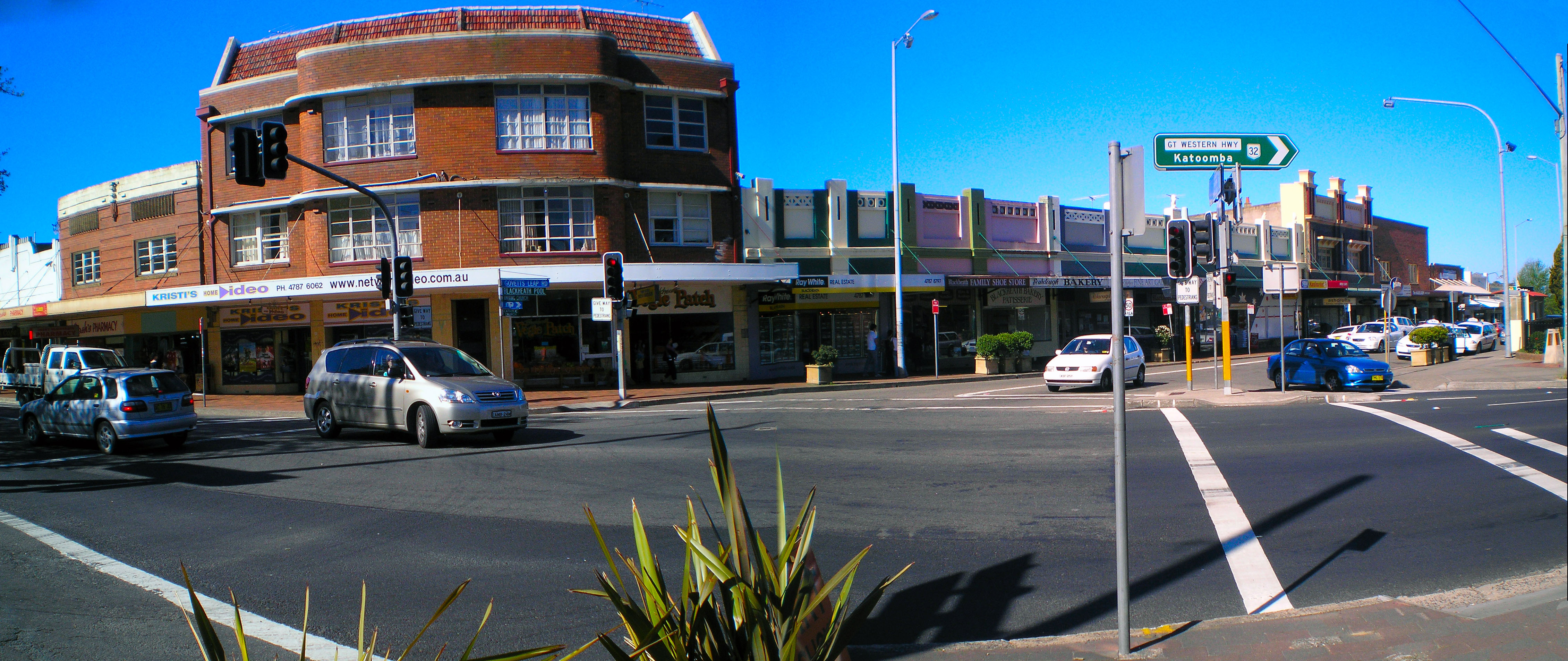
ブラックヒース
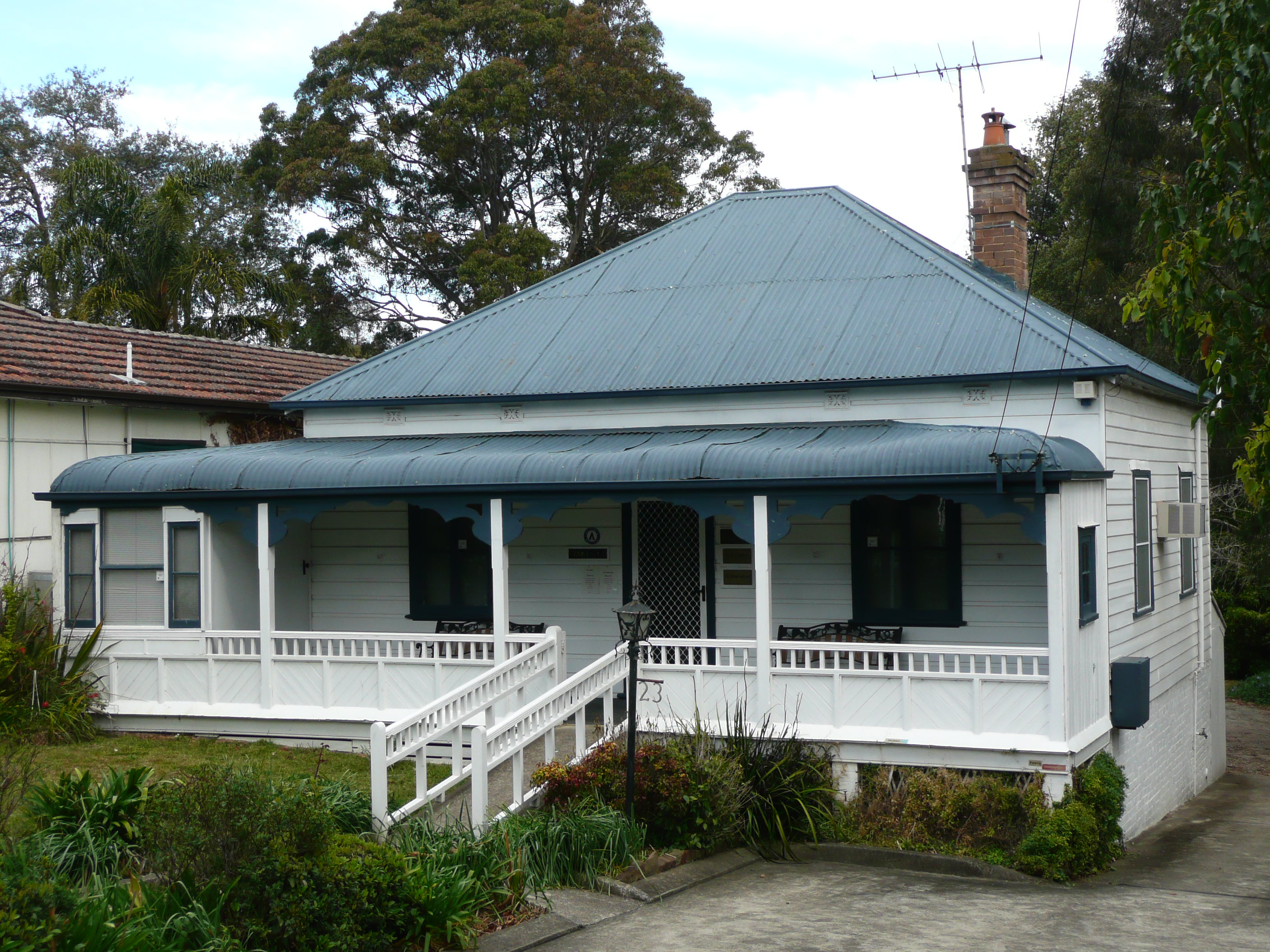
タンフィールド・コテージ（ブラックスランド）
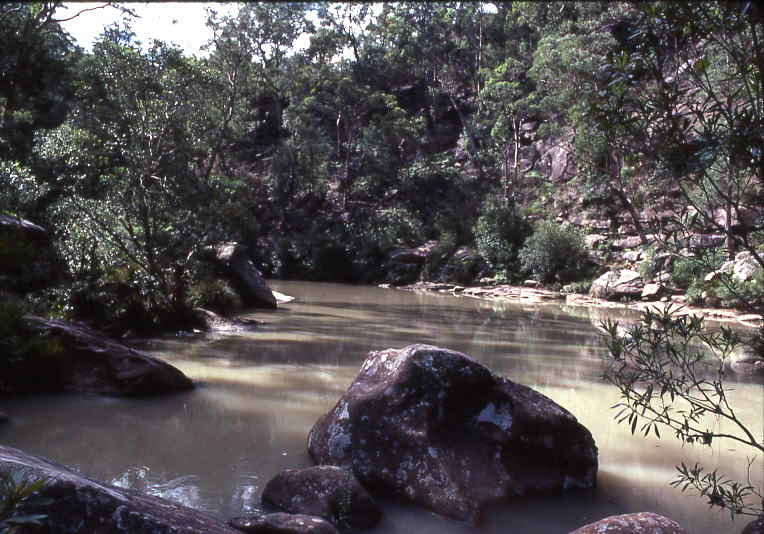
ブルー・プール（グレンブルック）
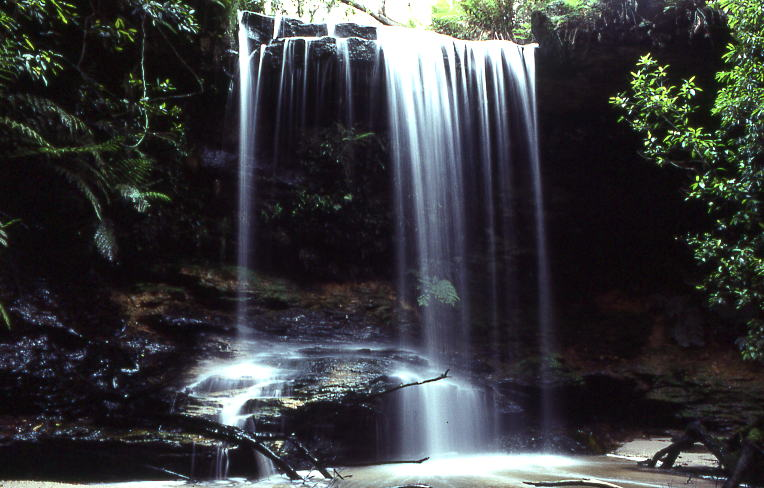
Burgessの滝（ヘーゼルブルック）
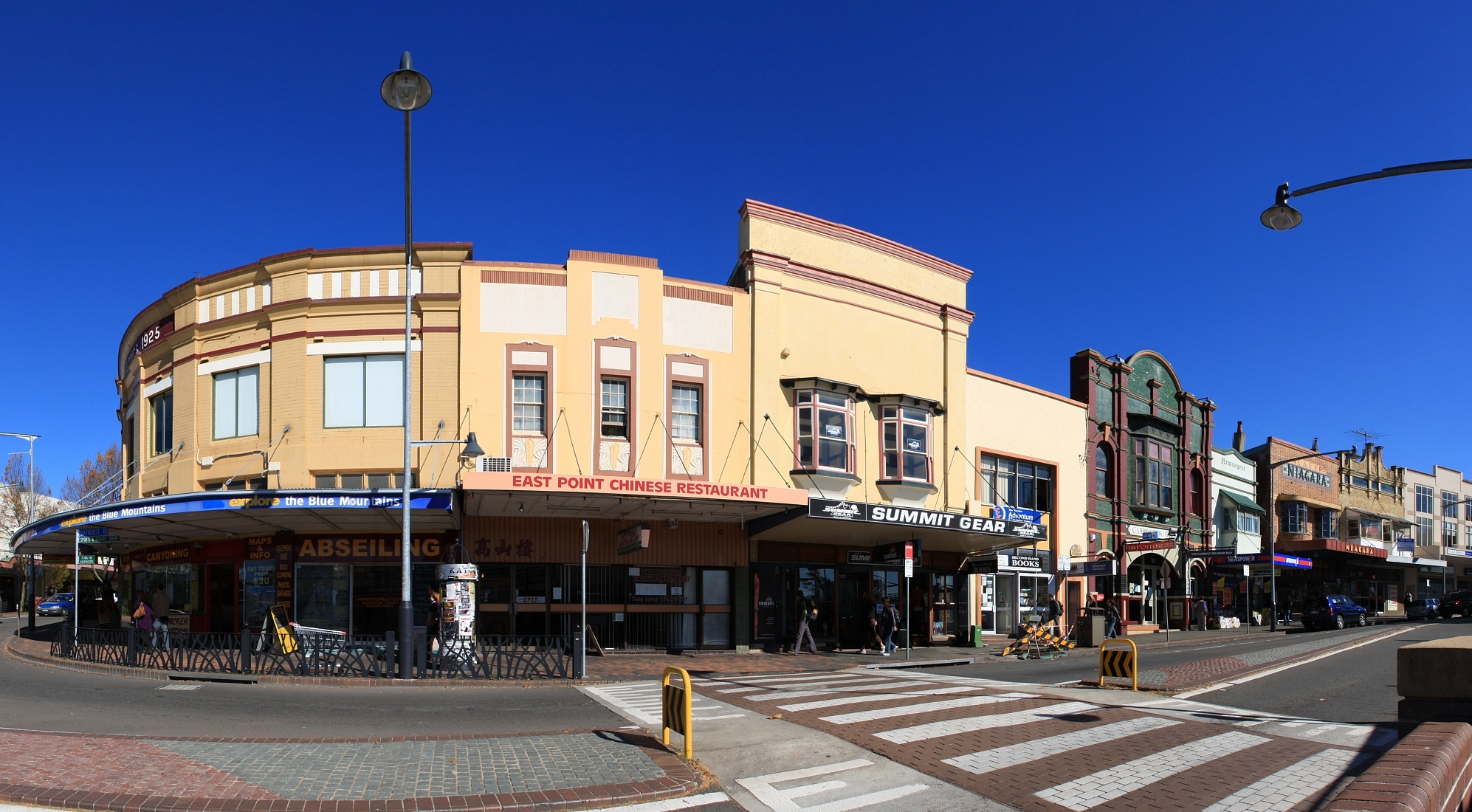
バサースト通り（カトゥーンバ）
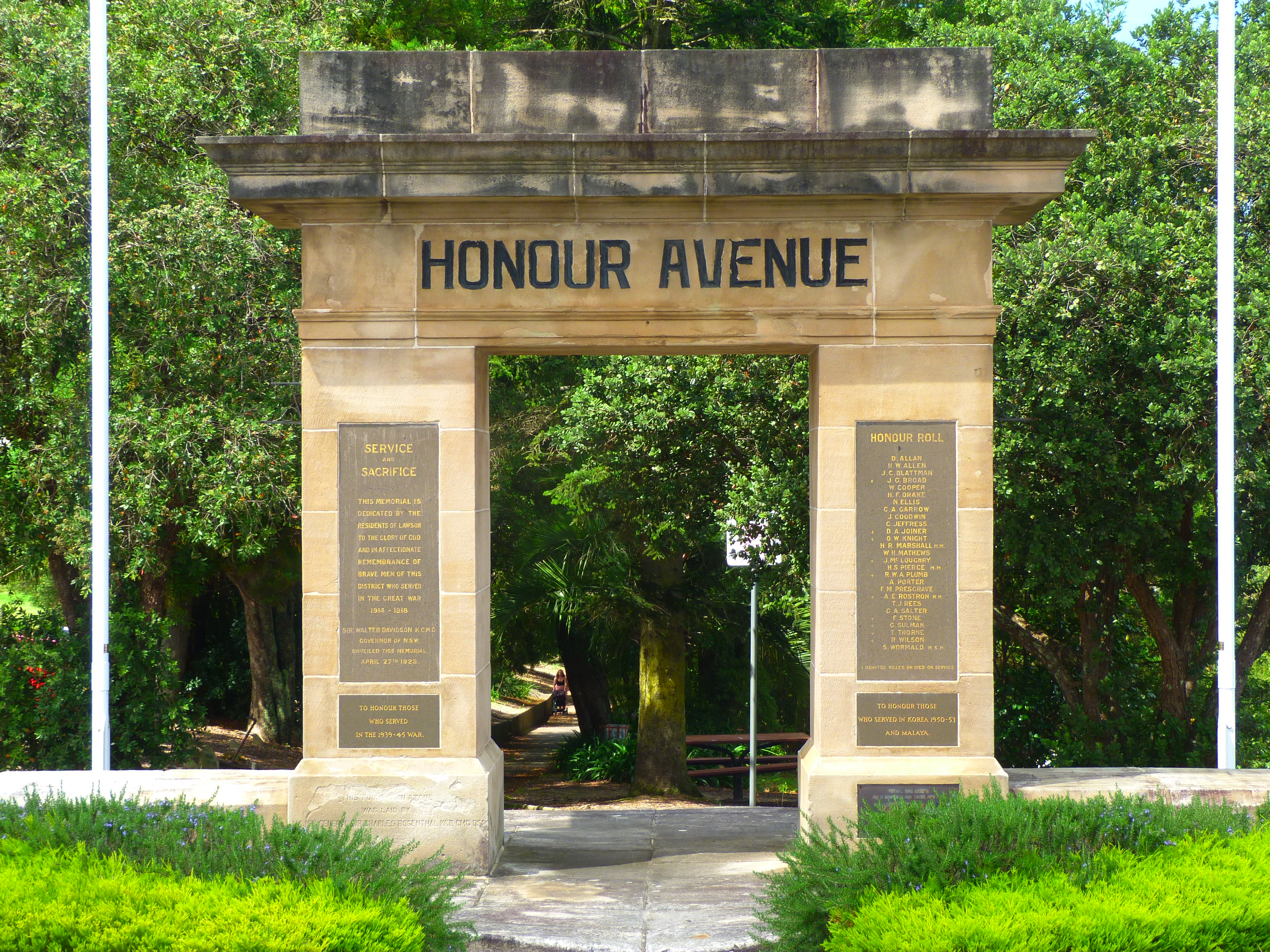
ローソン・コミュニティ・センター（ローソン）
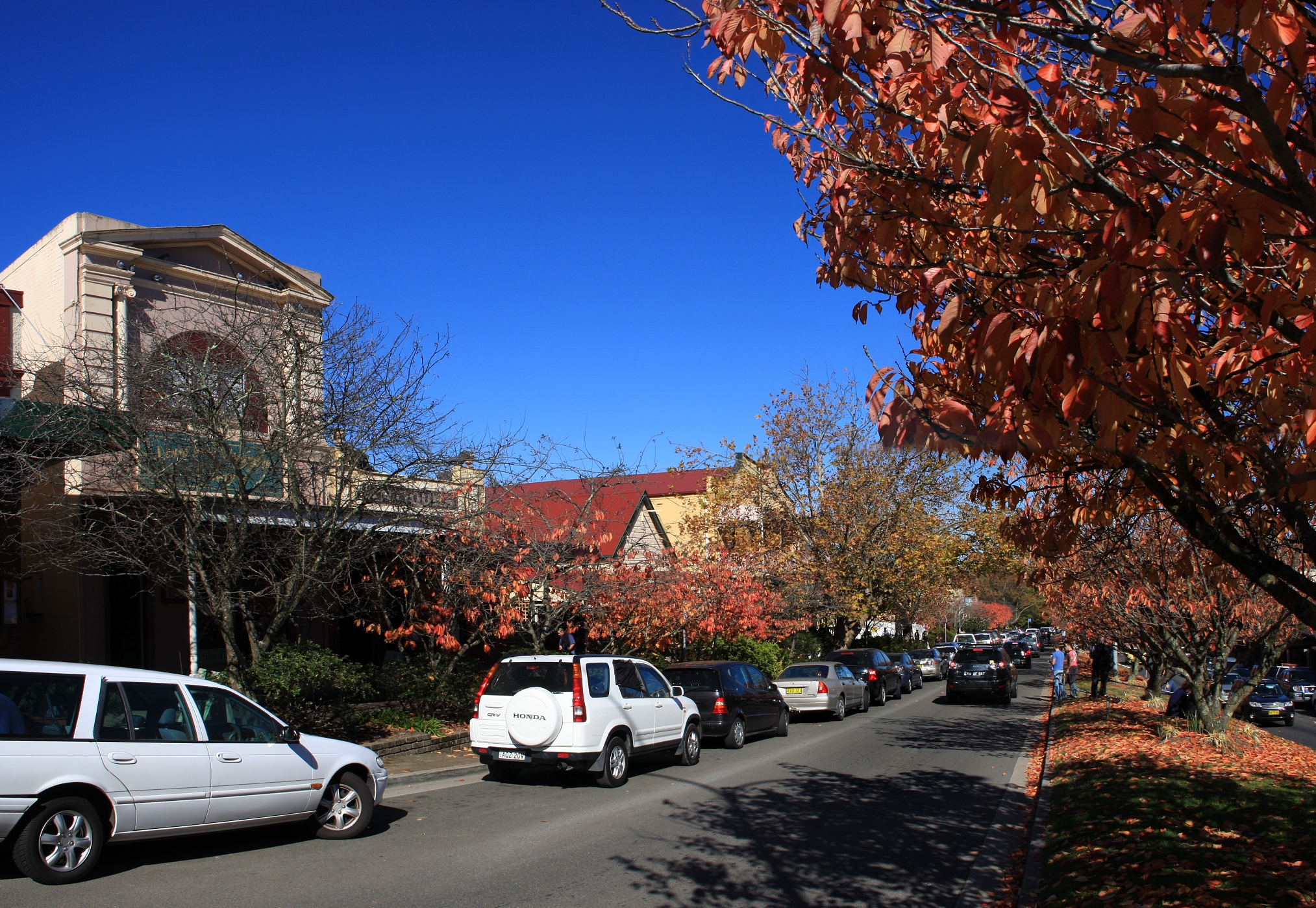
ルーラ
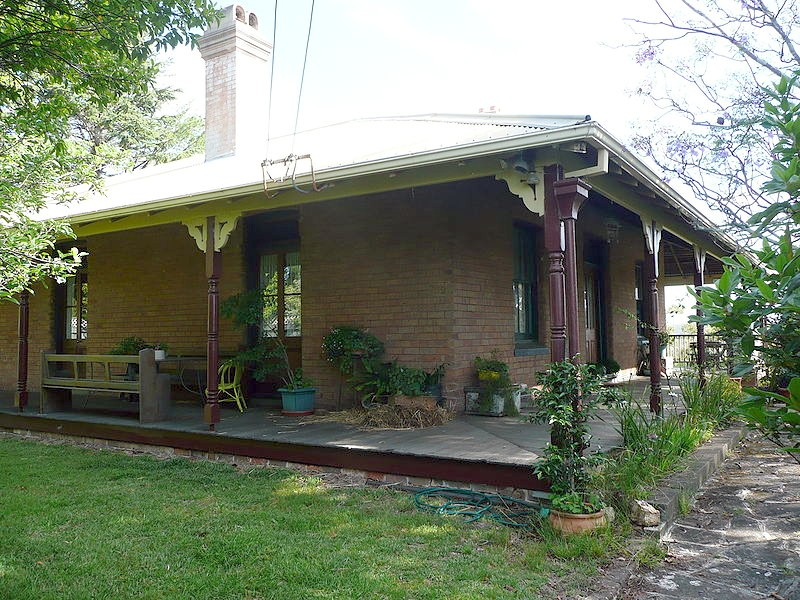
1865年建築のリンデン・ロッジ（リンデン）
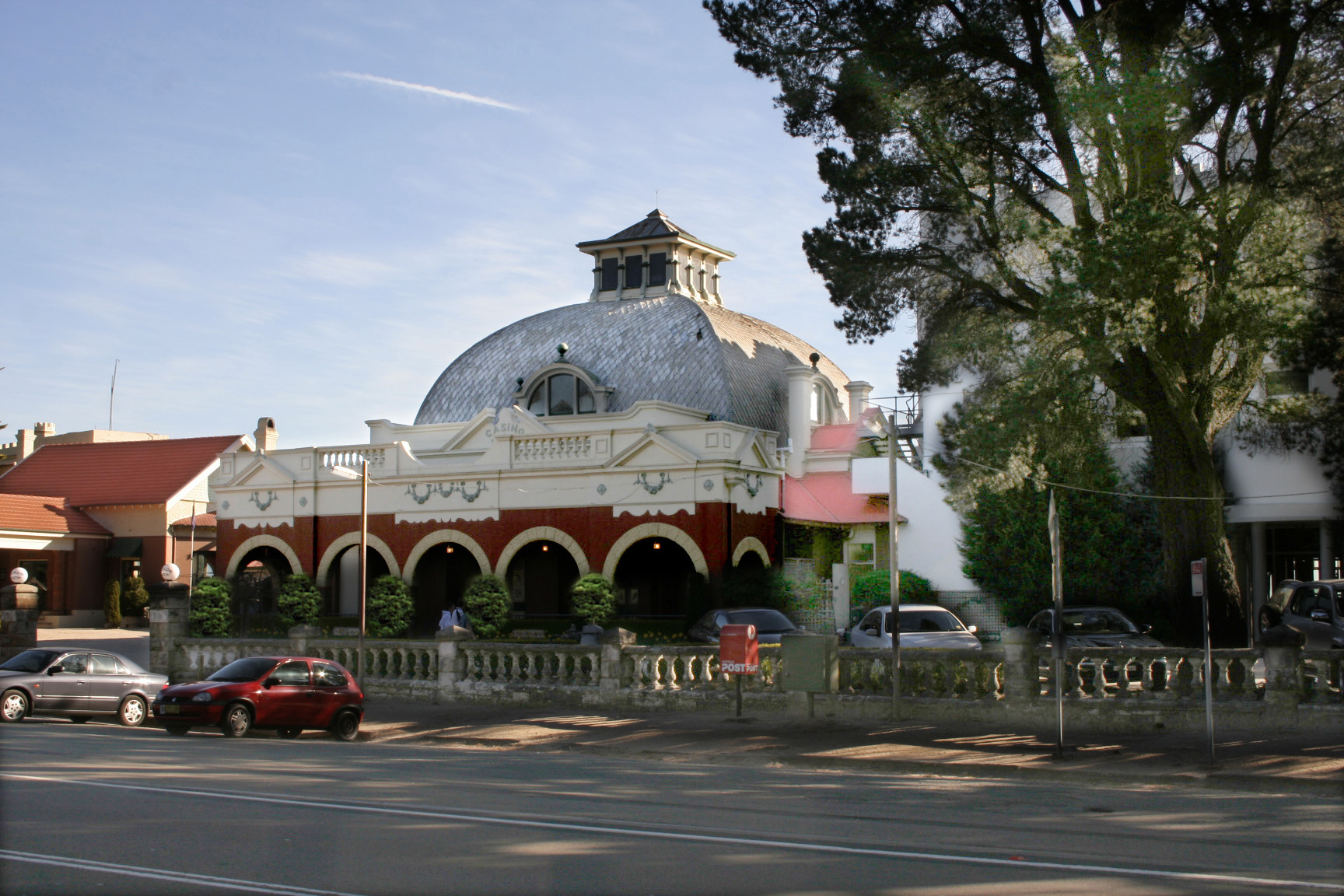
ハイドロ・マジェスティック・ホテル（メドロウ・バス）
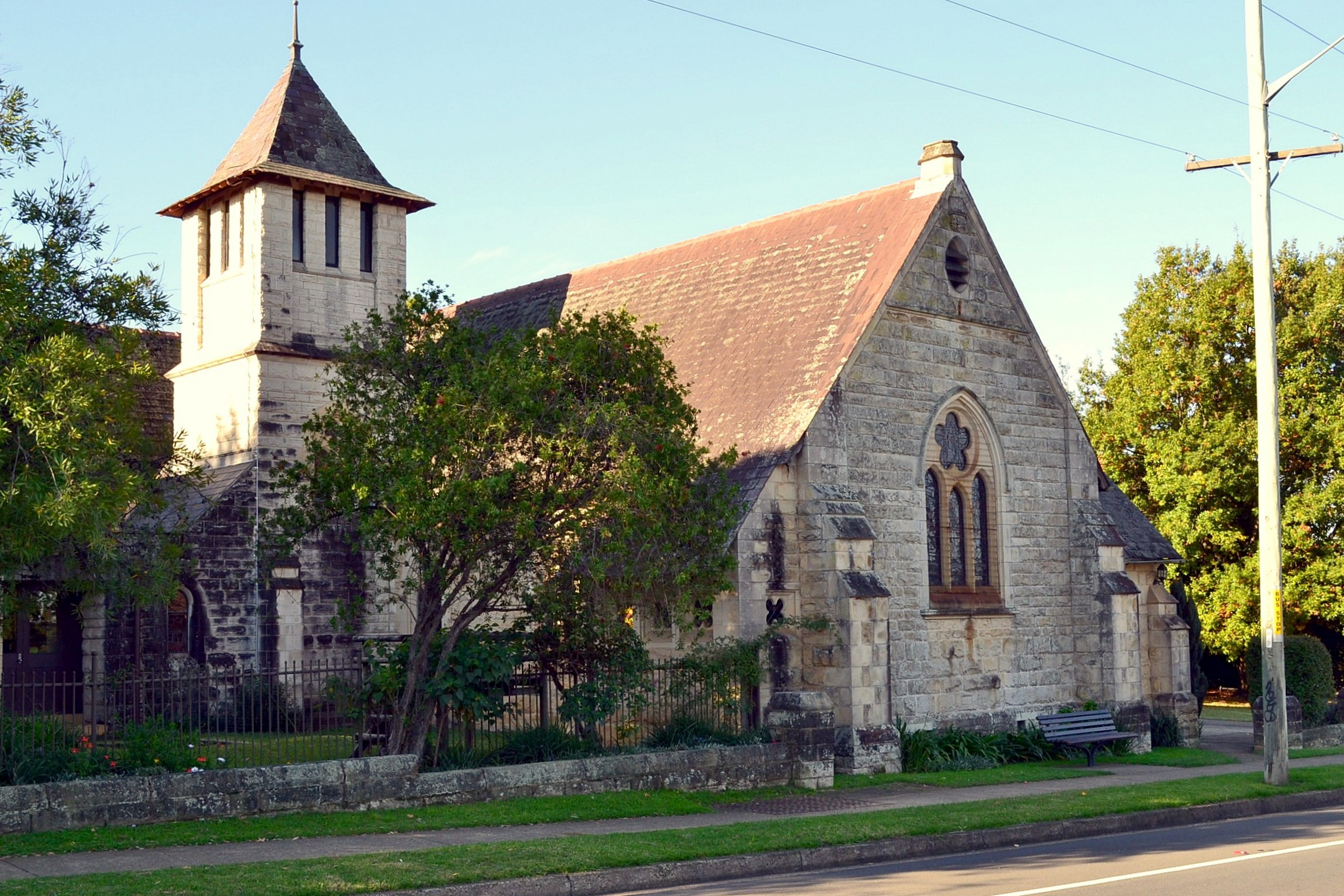
スプリングウッドにある聖公会教会
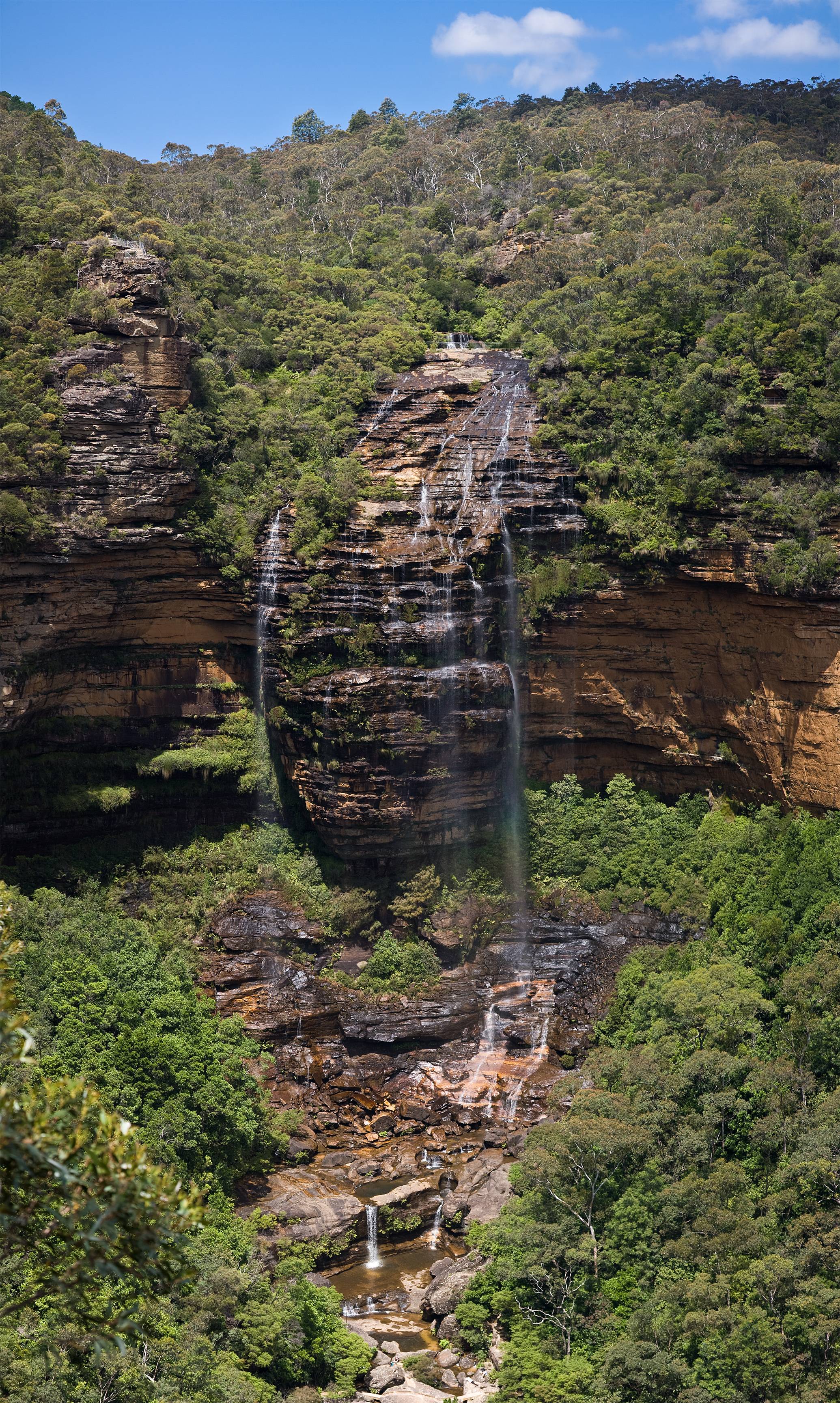
ウェントワース・フォールズ
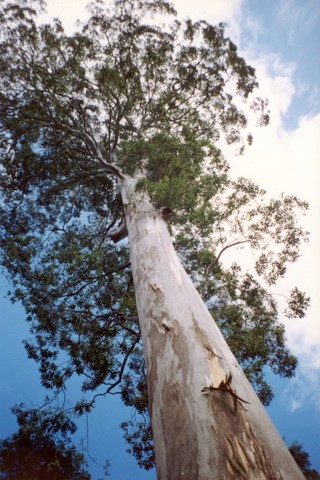
ウッドフォードに生える高さ70メートルのユーカリの巨木
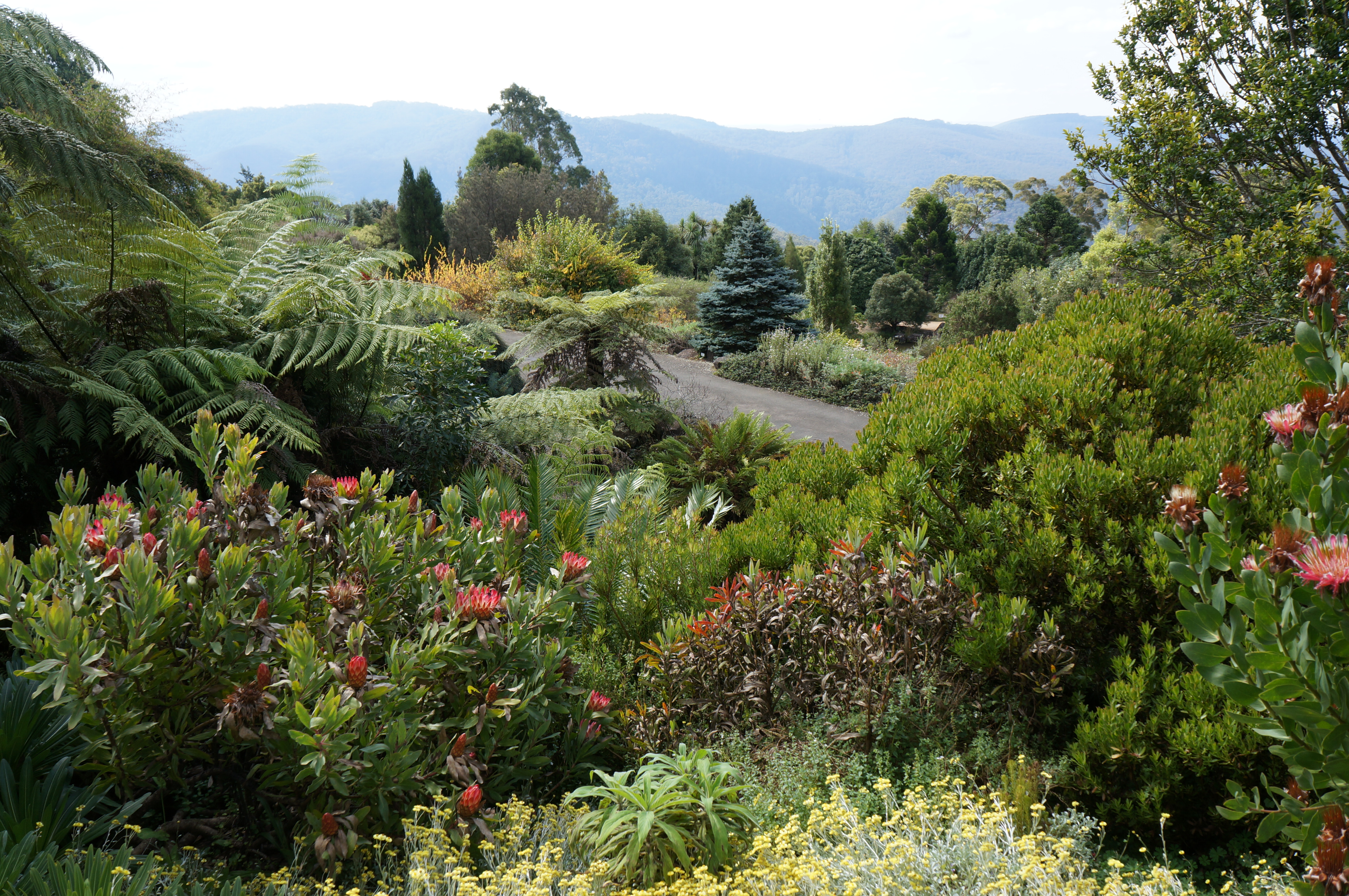
マウント・トーマのマウント・トーマ・ボタニック・ガーデン
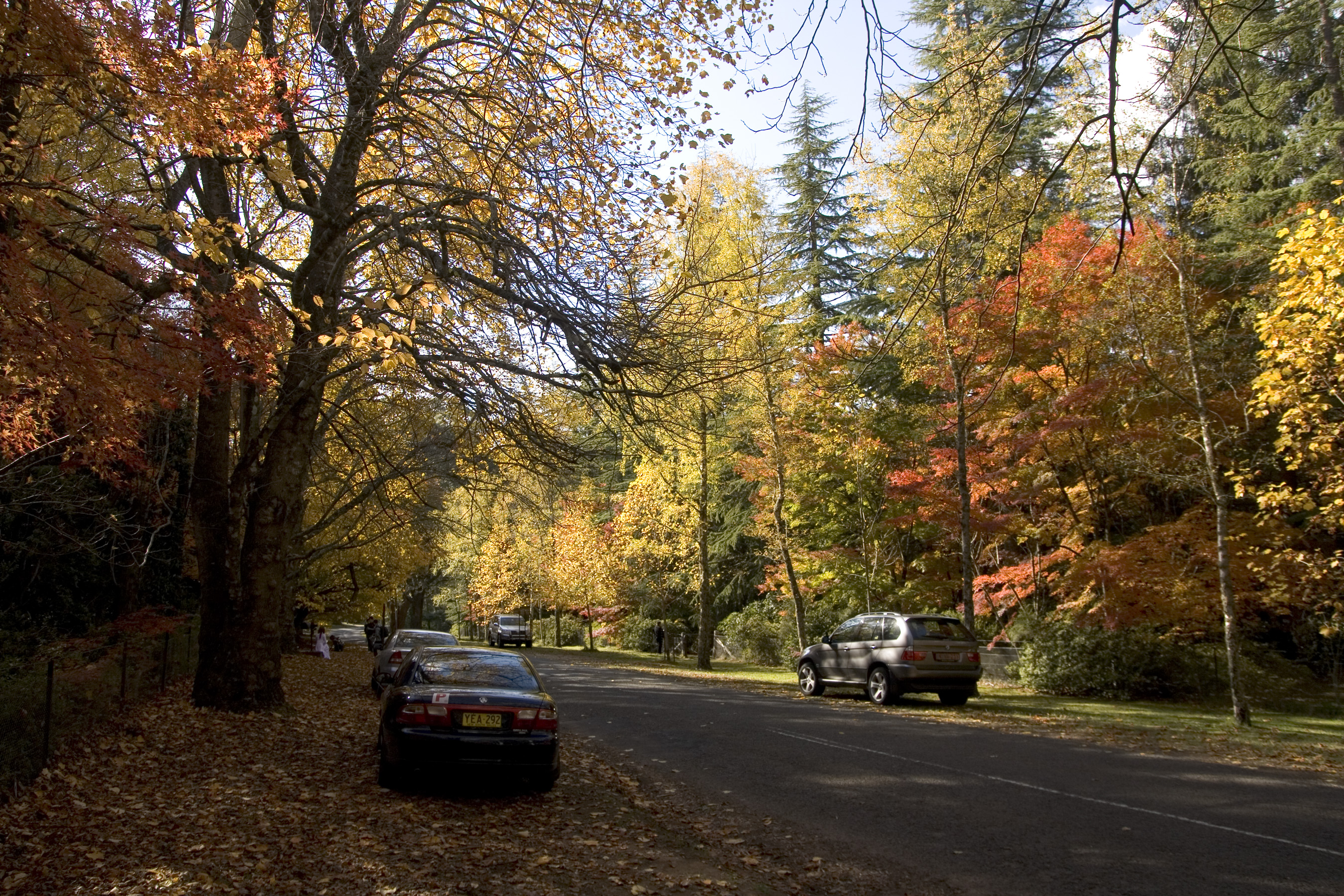
マウント・ウィルソンの紅葉

## 政治

### 議会
シティ・オブ・ブルー・マウンテンズの議会は、12人によって構成される。任期は4年。選挙区は4つで、それぞれの選挙区から3人が選出される。市長は、議会選挙後、最初の議会で、12人の議員から選出される。最新の議会選挙は、2012年9月8日に実施された。オーストラリア労働党5議席、オーストラリア自由党4議席、無所属2議席、オーストラリア緑の党1議席である。市長は、オーストラリア自由党のDaniel Myles。

## 対外関係

### 姉妹都市・提携都市
シティ・オブ・ブルー・マウンテンズは、以下の2つの都市と姉妹都市である。
- 三田市（日本国 近畿地方 兵庫県）
- フラッグスタッフ（アメリカ合衆国 アリゾナ州）

## 交通
住民の多くが市内を横断するグレート・ウェスタン・ハイウェイ（en及びシティレール・ブルー・マウンテンズ線（en）沿線に居住している。
市の北部を横断するのが、ベルズ・ライン・オブ・ロード（en）で小さい集落が点在する。
市の北西端を占めるベルにいたり、ベルからは、マウント・ヴィクトリアへと南下するダーリング・コーズウェイが走る。